# Broye-Vully
Broye-Vully (fr. District de la Broye-Vully, niem. Bezirk Broye-Vully) – okręg w zachodniej Szwajcarii, w kantonie Vaud. Siedziba administracyjna okręgu znajduje się w mieście Payerne. 

## Podział administracyjny
Okręg składa się z 31 gmin (commune) o powierzchni 259,45 km² i o liczbie mieszkańców 45 867.
1. Avenches
2. Bussy-sur-Moudon
3. Champtauroz
4. Chavannes-sur-Moudon
5. Chevroux
6. Corcelles-le-Jorat
7. Corcelles-près-Payerne
8. Cudrefin
9. Curtilles
10. Dompierre
11. Faoug
12. Grandcour
13. Henniez
14. Hermenches
15. Lovatens
16. Lucens
17. Missy
18. Moudon
19. Payerne
20. Prévonloup
21. Ropraz
22. Rossenges
23. Syens
24. Trey
25. Treytorrens (Payerne)
26. Valbroye
27. Villars-le-Comte
28. Villarzel
29. Vucherens
30. Vulliens
31. Vully-les-Lacs

## Zmiany administracyjne
- 1 stycznia 2002
  - przyłączenie gminy Champmartin do miasta Cudrefin
- 1 lipca 2006
  - przyłączenie gminy Donatyre do miasta Avenches
  - przyłączenie gmin Rossens i Sédeilles do gminy Villarzel
- 1 lipca 2011
  - przyłączenie gminy Oleyres do miasta Avenches
  - przyłączenie gminy Oulens-sur-Lucens do gminy Lucens
  - utworzenie gminy Valbroye z gmin Cerniaz, Combremont-le-Grand, Combremont-le-Petit, Granges-près-Marnand, Marnand, Sassel, Seigneux i Villars-Bramard
  - utworzenie gminy Vully-les-Lacs z gmin Bellerive, Chabrey, Constantine, Montmagny, Mur, Vallamand i Villars-le-Grand
- 1 stycznia 2017
  - przyłączenie gmin Brenles, Chesalles-sur-Moudon, Cremin, Forel-sur-Lucens i Sarzens do gminy Lucens